# Hydriomena cumza
Hydriomena cumza är en fjärilsart som beskrevs av Druce 1893. Hydriomena cumza ingår i släktet Hydriomena och familjen mätare. Inga underarter finns listade i Catalogue of Life.